# Margaret Illington
Margaret Illington, nata Maude Light (Bloomington, 23 luglio 1879 – Miami Beach, 11 marzo 1934), è stata un'attrice teatrale statunitense dei primi anni del Novecento.
Fu sposata, dal 1903 al 1909, con l'impresario teatrale Daniel Frohman, diventando così cognata del potente proprietario di teatri Charles Frohman.

## Spettacoli teatrali
- Frocks and Frills
- Notre Dame
- A Japanese Nightingale
- The Two Orphans

- His House in Order, di Arthur Wing Pinero (Broadway, 3 settembre 1906)

## Filmografia
- Sacrifice, regia di Frank Reicher (1917)
- The Inner Shrine, regia di Frank Reicher (1917)